# 台州路
台州路，元朝时设置的路。
至元十四年（1277年）改台州置，治所在临海县（今浙江省临海市）。属江浙等处行中书省。辖境约当今浙江省临海、台州、温岭、仙居、天台、宁海、象山等市县地。明朝洪武初改为府。元末州民方国珍起事于此。